# کفشک‌ماهیان دندان‌بزرگ
کفشک‌ماهیان دندان‌بزرگ (نام علمی: Paralichthyidae) نام یک تیره از راسته کفشک‌ماهیسانان است. کفشک‌ماهیان کوتاه‌باله هم نامیده شده‌اند.